# Памятник героям Первой мировой войны (Москва)
Памятник героям Первой мировой войны — памятник, открытый в Москве на Поклонной горе 1 августа 2014 года в честь столетия Первой мировой войны. Авторы монумента — скульпторы А. Ковальчук, П. Любимов, В. Юсупов, архитекторы М. Корси, С. Шлёнкина.

## История

В. В. Путин выступает с речью на открытии памятника

Решение об установке в Москве памятника героям Первой мировой войны было принято в апреле 2013 года.
Инициатором установки памятника и организатором проведения конкурса являлось Российское военно-историческое общество. Монумент было решено установить на Поклонной горе между Триумфальной аркой и музеем Великой Отечественной войны.
Конкурс начался 15 апреля и проходил в несколько этапов. В первом этапе участвовало участвовали 32 конкурсанта. 12 июля стартовал второй этап конкурса, в котором участвовало 15 работ. На сайте конкурса до 16 августа проводилось интернет-голосование, в котором приняло участие около 200 тысяч пользователей. Выставка проектов-финалистов проходила в Центральном музее Великой Отечественной войны. 18 сентября жюри объявило победителя конкурса. Им оказался проект скульптора Андрея Ковальчука. По итогам интернет-голосования этот проект вошел в пятерку лучших, набрав около 6 % голосов.
Российское военно-историческое общество проводило сбор пожертвований на сооружение памятника. Ими было собрано 97 миллионов рублей. Ещё 74 миллиона выделили московские власти.

## Открытие
1 августа 2014 года состоялась торжественная церемония открытия памятника. Это было одно из главных мероприятий, приуроченных к 100-летию со дня вступления России в Первую мировую войну. В церемонии принял участие президент России Владимир Путин. Среди гостей присутствовали министр обороны Сергей Шойгу, мэр Москвы Сергей Собянин, патриарх Кирилл. На открытии памятника президент выступил с речью.
«Ровно век назад Россия была вынуждена вступить в Первую мировую войну. И сегодня мы открываем мемориал её героям — российским солдатам и офицерам. Открываем на Поклонной горе, которая хранит благодарную память о ратной славе русского воинства. Обо всех, кто на разных этапах истории государства российского защищал его независимость, достоинство и свободу», — сказал Владимир Путин.

## Описание
По словам скульптора Андрея Ковальчука, памятник состоит «из двух элементов: русского солдата, прошедшего войну, честно выполнившего свой долг и ставшего георгиевским кавалером, и многофигурной композиции, олицетворяющей флаг России». На открытии памятника скульптор рассказал о своей задумке: «Главный солдат — это точно собирательный образ, причем, создавая его, я преднамеренно не стал делать молодого человека, а хотел показать немного глубже, раскрыть эту тему защиты Родины. И вот русский солдат, XX век, это Русско-японская война, Первая Мировая война, Гражданская война и Великая Отечественная война, и вот этот человек фактически мог пройти все эти войны. И вот такие люди — это настоящие герои, герои, которым сегодня отдается дань памяти, потому что, многие годы, многие десятилетия, у нас в стране не было ни одного памятника, посвященного Первой Мировой войне и этим людям».
Бронзовая фигура солдата, установленная на высокой колонне, выполнена в классическом стиле. Через его плечо перекинута скатка шинели и трёхлинейка, а грудь украшают Георгиевские кресты. На постаменте — Георгиевский крест, покрытый сусальным золотом.
Позади солдата многофигурная композиция: на фоне флага России офицер поднимает солдат в атаку. Рядом сестра милосердия спасает раненого. В группе солдат казак Козьма Крючков — первый награждённым Георгиевским крестом в Первую мировую войну. В образе сестры милосердия можно узнать великую княгиню Елизавету Фёдоровну.